# Telotheta chlorostigma
Telotheta chlorostigma là một loài bướm đêm trong họ Geometridae.